# 34414 MacLennan
34414 MacLennan è un asteroide della fascia principale. Scoperto nel 2000, presenta un'orbita caratterizzata da un semiasse maggiore pari a 3,0830109 au e da un'eccentricità di 0,1103553, inclinata di 14,79881° rispetto all'eclittica.
L'asteroide è dedicato all'astronomo Eric MacLennan.